# 威廉·藍欽
威廉·藍欽中校（英語：Lieutenant colonel (United States)，1920年10月16日—2009年7月6日）是美國海軍陸戰隊的一名飛行員，也是二戰和朝鲜战争的老兵。他與Ewa Wiśnierska是目前僅有的兩位穿過積雨雲落地的倖存者。1959年他駕駛F-8戰鬥機飛過積雨雲上空時引擎發生故障，迫使他彈射跳傘進入積雨雲中。他將他的經歷寫成一本書《The Man Who Rode the Thunder》。
他在韓戰中2次獲得飛行優異十字勳章。